# 唇のかたち
『唇のかたち』（くちびるのかたち）は、1995年10月21日に日本コロムビアから発売された中西保志の10枚目のシングル。

## 収録曲
- 全編曲：富田素弘

1. 唇のかたち
作詞：夏目純　作曲：富田素弘
  - テレビ朝日Jリーグ中継 エンディングテーマ
2. ALWAYS
作詞：松井五郎　作曲：幾見雅博）
3. 唇のかたち（オリジナル・カラオケ）